# Латинская Википедия
Лати́нская Википе́дия (лат. Vicipaedia Latina) — раздел Википедии на латинском языке, открытый в июне 2002 года.
По состоянию на 20 марта 2025 года насчитывает 139 968 статей (66-е место).
Является крупнейшей среди немногих Википедий, написанных мёртвым, историческим и/или древним языком. В латинской Википедии используется классическая латынь (latinitas), и неологизмы выражаются большей частью с помощью латинских слов и их комбинаций.

## История
Первоначально в латинской Википедии доминировали темы из классической истории, но в 2006 году появилась группа новых участников, которая существенно расширила освещение тем XX века, таких как поп-культура и технология. Чтобы иметь дело с понятиями, которые не существовали в классические латинские времена, были введены в оборот новые слова, что является причиной дебатов.
- 7 декабря 2003 года — 1 000 статей
- 29 декабря 2006 года — 10 000 статей
- 4 сентября 2007 года — 15 000 статей
- 11 февраля 2011 года — 50 000 статей (55-е место)
- 6 апреля 2011 года — 52 000 статей (50-е место)
- 9 мая 2012 года — 2 млн правок.
- 18 декабря 2013 года — 100 000 статей

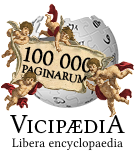
Латинская Википедия 100,000 статей (18 декабря 2013)